# Neoditha irusanga
Neoditha irusanga är en spindeldjursart som beskrevs av Renato Neves Feio 1945. Neoditha irusanga ingår i släktet Neoditha och familjen Tridenchthoniidae. Inga underarter finns listade i Catalogue of Life.